# تشرونی کوستلتس
تشرونی کوستلتس (به چکی: Červený Kostelec) یک منطقهٔ مسکونی در جمهوری چک است که در ناحیه ناخود واقع شده‌است. تشرونی کوستلتس ۸٬۵۳۵ نفر جمعیت دارد.

## خواهرخوانده
شهر Ząbkowice Śląskie خواهرخواندهٔ تشرونی کوستلتس هست.